# Св. св. Петър и Павел (Българево)
Вижте пояснителната страница за други значения на Свети апостоли Петър и Павел.
Св. св. Петър и Павел е православна църква в село Българево. Тя е част от Добричка духовна околия, Варненска и Великопреславска епархия на Българската православна църква.

## История
Храмът е построен през 1901 година от Уста Божко, ученик на Кольо Фичето и е гръцката църква в селото, част от Варненската епархия на Вселенската патриаршия. След освобождението на Южна Добруджа от втората румънска окупация църквата е била ограбена и изоставена. От 70-те години на 20 век храмът не е действащ. През 1999 година църквата е възстановена.